# Карус, Карлос
Ка́рлос Кару́с Суа́рес (исп. Carlos Carús Suárez; 10 июля 1930, Веракрус, Веракрус — 1997) — мексиканский футболист, игравший на позиции нападающего. Участник чемпионата мира 1954 года.

## Биография

### Клубная карьера
Карус начинал карьеру в клубе низшего дивизиона «Атлетико Веракрус», в котором играл в течение одного сезона.
В 1953 году он был приглашён в «Толуку», команду пробившуюся в Высший дивизион. В составе «алых» Карус играл в течение девяти сезонов, став одним из ключевых игроков этой команды. Он дважды становился вице-чемпионом Мексики и в 1956 году стал обладателем Кубка Мексики.
Завершил карьеру в клубе «Веракрус», в котором играл в течение двух сезонов.

### Карьера в сборной
В составе сборной Мексики принимал участие на чемпионате мира 1954 года, но на турнире так и не сыграл.